# Manania uchidai
Manania uchidai is een neteldier uit de klasse Staurozoa. 
Het dier komt uit het geslacht Manania en behoort tot de familie Depastridae. Manania uchidai werd in 1961 voor het eerst wetenschappelijk beschreven door Naumov.